# ガロイン
ガロインは、現在は事務所に所属せずフリーで活動している日本のお笑いコンビ。共に愛知県出身。

## メンバー
- 薗田 剛（そのだ たけし、1980年8月15日（44歳） - ）

ツッコミ担当、立ち位置は向かって右。
愛知県名古屋市出身、名古屋市立工業高等学校卒業、身長161cm、体重47kg、血液型はA型。
趣味は自転車。都内の移動はほとんど自転車。東京から名古屋の実家まで丸2日間かけて行ったことがあり、宿泊は箱根のバス停で済ませた。他にも自転車で東京から栃木県へ行ったり、高尾山まで自転車で行って、登山して、また自転車で帰ってきたこともある。(倉本クランチのラジオトーク2021.4.18参照)
惚れた人達として、松本人志、甲本ヒロト、蛭子能収、伴雅哉、古宮大志の名前を挙げている。
甲本ヒロトに憧れてノーパンで生活していると、相方に暴露されていた。(2022年6月28日主催ライブにて)
目指している人は蛭子能収さんと答えている。
僕のレテパシーズが好きで、ライブに通っているうちにボーカルの古宮大志と仲良くなり、2015年11月4日からバンドのスタッフもしている。(2016年1月3日のブログ参照)
後藤輝樹と仲が良く後藤輝樹のYouTube「テルトーク」に第一回の2018年1月16日から何度も出演し2人でトークをしている。2020年の東京都知事選では個人的にポスターを買取りポスター貼りの為に23区を自転車で駆け回っていた。
2021年の千葉県知事選挙の際はガロイン2人で後藤輝樹個人演説会に参加している。
過激な下ネタやパフォーマンスで知られている後藤輝樹を応援する理由については、 尾崎行雄記念財団の咢堂塾を優秀な成績で修了している記事を引用して、すべての政策や考えに賛成なわけではないけれど、真面目で礼儀正しい人です。と述べている。(2021年3月6日の薗田のツイート)
山が動く寺岡の入場料10万円のライブを大阪に観に行っている。
ランジャタイ×浜口浜村ツーマンライブのエンディングで2組を繋げた人として薗田の名前が出ており、ライブのフライヤーも薗田が昔撮った2組の写真が使われていた。
浜村凡平太のラジオっぽいやつ「モンテカルロシャベルスコップ」#63 #65で浜口浜村の元信者、恩人、後輩、親友であると紹介されている。お笑いはダウンタウン、松本人志「遺書」などをきっかけに中学・高校の頃からやろうと思っていたが、お金を貯めるためと就職も経験したかったので、高校卒業後にトヨタ系の工場に5年勤め、さらに週末はコンビニでバイトもして1000万円を貯めた。

- 伴 雅哉（ばん まさや、1984年9月27日（40歳） - ）

ボケ担当、立ち位置は向かって左。
愛知県出身、身長175cm、体重54kg、血液型はA型。
愛読書は別冊マーガレット。ななじ眺、ともすえ葵が好きと発言。 (2022年6月28日主催ライブにて)
ランジャタイの伊藤幸司と「こうじと俺とアップルダイアリー」というバンドでライブをしたことがある。伴はギター、伊藤はボーカル。その時の共演者に最高のスカムロックと評された。(2014年3月14日@高円寺 無力無善寺)

## 略歴・人物
- 2人は名古屋吉本のNSC(19期生※2004年度)の同期。薗田は最初ピン芸人「戦士ティブマイハート」と「家族計画」というコンビを結成、その後「広辞苑」などのコンビを経て男女コンビ「2525」を結成。M-1グランプリ2005の一回戦でNTT西日本賞を受賞。伴は「バックチャンネル」というコンビを結成、卒業後には「トリプルファイアー」というトリオを組んだがすぐに解散し、2006年に上京。東京吉本のNSC（12期生）に入り再び相方を探すも、いい人材が見つからなかった。薗田は2525解散後に上京しており、フリーで相方を探しながら、ピン芸人「そのだ」や「カクシン」というコンビで活動していた。伴は薗田が東京にいると知って連絡をして、伴から薗田を誘う形で2007年コンビ結成。
- コンビ名は薗田が好きな漫画雑誌ガロの文字を入れてガロインとした。
- 2007年SMA HEET Projectへ所属。その後2009年にオスカープロモーション所属。2011年5月からグレープカンパニーのオーディションライブに出て、同年8月にはグレープカンパニー所属を果たす。2018年5月にグレープカンパニーを自主退社して、フリーになる。
- 薗田は名古屋吉本時代の先輩コンビ「浜口浜村」と仲が良く、浜口浜村が東京に出てくる際、2人を自分の家に住まわせしばらく3人で同居していた。薗田は他にもグレープカンパニーの先輩芸人アメンボや、荒波タテオ、山が動く寺岡、などを居候させていたことがある。

## 芸風
- 主に漫才。初期はボケの伴が発する意味不明の単語（スペック）を多用した支離滅裂スタイル。グレープカンパニーに所属していた頃はコント漫才。2020年に有田ジェネレーションに出演した際のキャッチフレーズは「仲良しバイオレンス漫才」
- 外見的特徴として、二人とも坊主頭だったが、2020年春頃から伴は髪を伸ばし始め、坊主頭ではなくなった。

## 出演

### テレビ
- ごくせん 卒業スペシャル'09（2009年3月28日、日本テレビ） - 伴がヤンキー役として出演
- 中居正広の金曜日のスマたちへ 三田佳子SP 再現VTR（2010年4月16日、TBS） - 伴が息子役として出演
- 有田ジェネレーション（2020年1月20日、TBS） - 14年目で初のコンビ出演

### 主なライブ
- 主催ライブ「君の瞳にトランスフォーマー」@中野twl 出演者 ガロイン、ランジャタイ、断固絶壁(2009年5月18日)
- 主催ライブ「THE イノセント」@中野Vスタジオ　出演者 ガロイン、ランジャタイ(2011年7月3日)
- 阿佐ヶ谷LOFT-A「爆笑ハレンチ劇場」〜ポルノの帝王・久保新二VS今年ブレイク必至の若手芸人達!!〜 出演者:永野、西村、アメンボ、ラ・サプリメント・ビバ、ガロイン、カミナリ、スタンバイ・がんちゃん、天塚笑事・大塚じぇい、サニム、ゲスト:久保新二(ポルノの帝王)、里見瑤子(女優) (2012年3月8日)
- ABCDE湯かげん東野すべろ主催「第5回大喜利アジア大会」出演者 ぴんぴん電車(元祖オルガナイザーGX)、ぼく脳、Aマッソ、馬鹿よ貴方は、ガロイン、ランジャタイ、カナメストーン、忘れる。他　※［チーム名］伊藤幸司［メンバー］薗田、伴、国崎、超合金(2012年8月26日)
- 主催ライブ「議論に意味はあるのか」@中野Vスタジオ　出演者 ガロイン、キネマズ、どんとまいんど(2012年6月〜)
- 「オリジナルこうじ」@中野Vスタジオ　出演 ガロイン、ランジャタイ (2013年4月28日、6月2日)
- 28時間ライブ『my hardcore story』@中野Vスタジオ 500円【出演】ガロイン、どんとまいんど、リボンズ、咲(鈴木凛子)、オルガナイザーGX、エンジンコータロー、ピテカンザウルス佐藤(2014年7月26日17:45〜27日21:45)
- 「自殺」@大阪 日本橋ups【出演】(東京)どんとまいんど、ガロイン、リボンズ立山、(大阪)金属バット、フルーツぴ〜ち大将軍、シーチキン佐野、ヤング、村橋ステム、ボブ、日本クレール(2014年10月25日)
- 『ネタをやった後、宇宙について語るライブ』@新宿レフカダ【出演】永野、浜辺のウルフ、わらふぢなるお、ガロイン、パーティ内山(2015年4月23日)
- 『他殺』@なんば紅鶴【出演者】（大阪）ヤング、金属バット、ゴッドヘブン（岐阜）戦士ティブマイハート（東京）おちゃい奇劇、どんとまいんど、ガロイン、オルガナイザーGX、ささくれ、荒波タテオ、天宮アイル(2015年10月31日)
- ダイナマイト関西2016プレ予選会@渋谷♾ホール(薗田のみ出演)※予選敗退後にバッファロー吾郎木村さんの目(A's eye)に留まり優勝したサツマカワRPG、新宿カウボーイかねきよと共にライブ後のニコ生にも出演した(2016年7月2日)
- Aマッソ主催ライブ「ジケイン」@新宿ハイジアV-1 【出演】Aマッソ、ハクション中西、小森園ひろし、ガロイン(2016年8月15日)
- 『こうちゃんライブ』@板橋ハイライフプラザ【出演者】ランジャタイ伊藤、マスオチョップ西園、ガロイン薗田、バベル川副、荒波タテオ(2016年12月19日〜)
- しぶロフ寄席～キュレーターは松本ディレクター～@LOFT9 shibuya【出演者】ムラムラタムラ / ゴスケ / ガロイン / キュウ / ランジャタイ / お天空音頭（ギャバホイ、加藤ミリガン） / 元祖いちごちゃん / 笑福亭羽光 / エスファイブ / 小杉まりも / オダウエダ / ドッグ石橋 / ママタルト / スルメ / モグライダー / 虹の黄昏 ほか、VTR出演：街裏ぴんく(2020年11月18日)
- 「三ちょぱ由紀ぽよ」@西早稲田 White Room【出演】リボンズ 、ガロイン、ゲスト:ヨネダ2000(2022年4月1日)
- 主催ライブ「女性を差別する奴はぶっ殺す」@ライヴ喫茶 亀【出演】ガロイン、リボンズ、にぼしいわし、ヤング、激突(2022年6月28日)
- 「LOFT9ネタフェスティバル」@LOFT9 shibuya【出演】カナメストーン、ヤーレンズ、きしたかの、竹内ズ、パンプキンポテトフライ、忘れる。、シンクロニシティ、八幡カオル、村田大樹、フランツ、群青団地、ガロイン、レインマンズ、鳥山明・暗、ゴスケ、マチルダ広永、久保遥(2023年1月31日)

### 舞台
- sons wo:『長いしっぽ』脚本・演出カゲヤマ気象台（2010年10月8日〜2010年10月11日）
- 芸人×役者×声優のコラボ舞台「苦情★真に受けTV」 【演出・原案】石舘光太郎【脚本】三芳和幸【企画・プロデュース】妹尾プロデューサー 【出演者】永野、鳥居みゆき、浜谷健司(ハマカーン)、神田伸一郎(ハマカーン)、トミドコロ、薗田剛(ガロイン)、山田太一、中村彰男、今野宏美、酒井香奈子、めぇにゃ、金田朋子、潘めぐみ(2012年11月22日〜25日)@新宿シアターモリエール ※2013年3月20日DVD発売

### インターネット
- 第9回勝手CMアワード グランプリ受賞作品 wine FIX〜ガロイン解禁 篇〜 監督・撮影：秋山理央